# Sartana (Ukraine)
Sartana (ukrainisch und russisch Сартана; 1938 bis 1992 Prymorske/Приморське, russisch Primorskoje/Приморское) ist eine Siedlung städtischen Typs in der Oblast Donezk im Osten der Ukraine am Ufer des Kalmius in 90 Kilometern Entfernung zum Oblastzentrum Donezk.
Der Ort mit 10.600 Einwohnern (2016) ist verwaltungstechnisch ein Teil der Stadt Mariupol und liegt dort im Stadtrajon Kalmius.

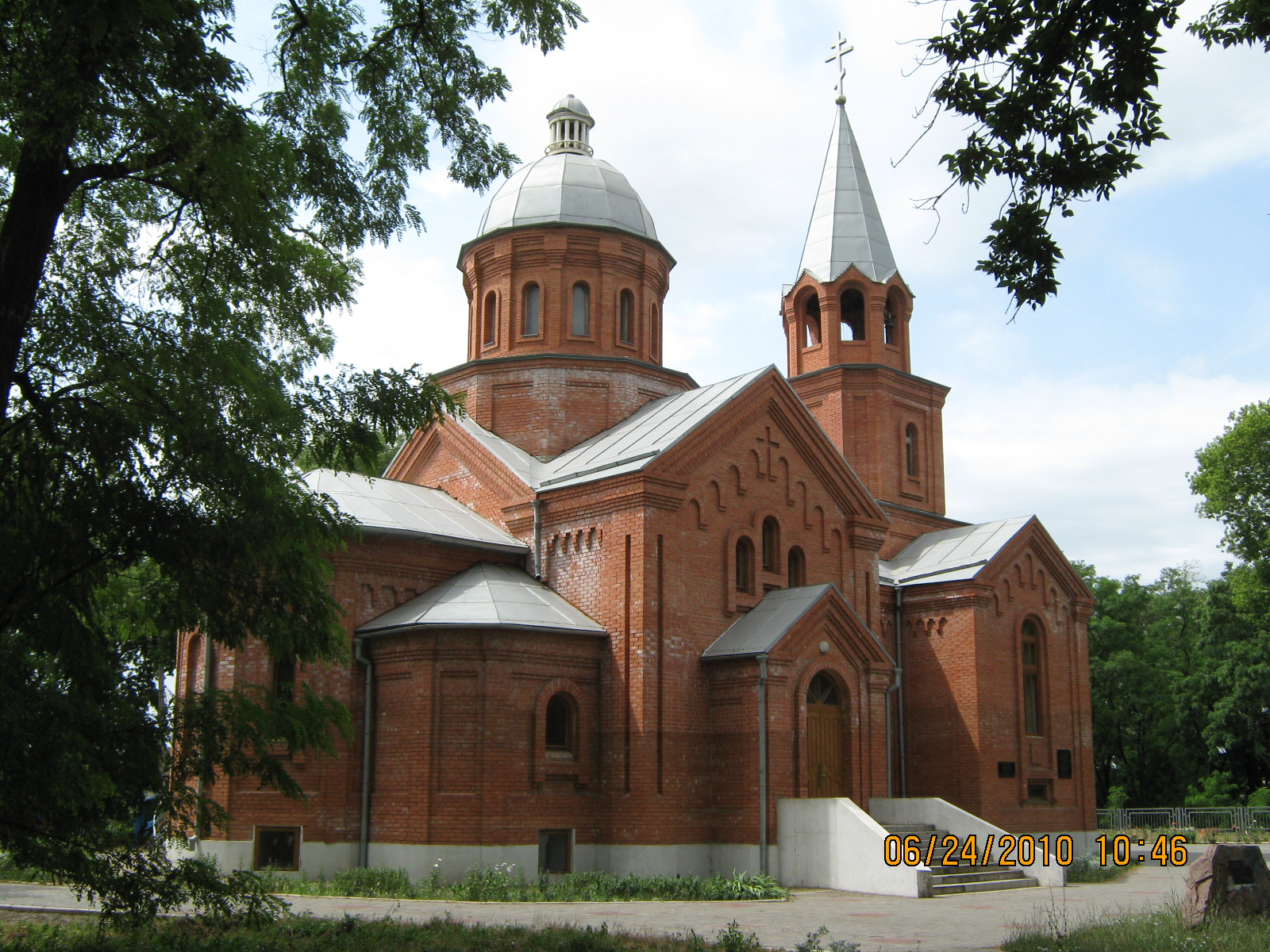
Kirche in Sartana

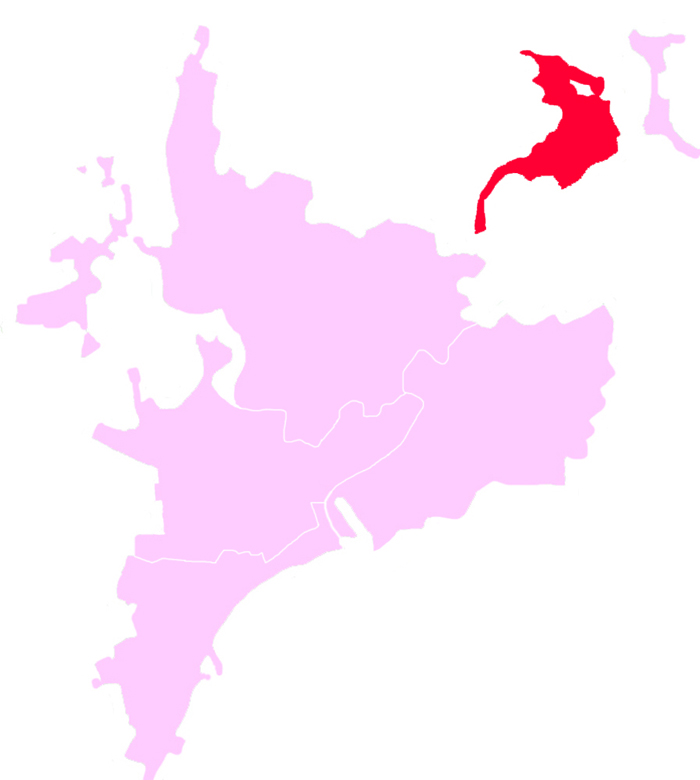
Lage von Sartana innerhalb der Stadtgrenzen von Mariupol

1780 wurde er zum ersten Mal schriftlich erwähnt. Die Gründung wird griechischen Kolonisten zugeschrieben. 1938 erhielt die Ortschaft den Status einer Siedlung städtischen Typs und wurde in Prymorske/Primorskoje umbenannt. 1992 kam es zur Rückbenennung.

## Verwaltungsgliederung
Am 12. Juni 2020 wurde die Siedlung zum Zentrum der neugegründeten Siedlungsgemeinde Sartana (Сартанська селищна громада/Sartanska selyschtschna hromada). Zu dieser zählen auch die Siedlung städtischen Typs Talakiwka, die 14 in der untenstehenden Tabelle aufgelisteten Dörfer sowie die Ansiedlung Kalyniwka und Lomakyne, bis dahin bildete sie die gleichnamige Siedlungsratsgemeinde Sartana (Сартанська селищна рада/Sartanska selyschtschna rada), die wiederum ein Teil der unter Oblastverwaltung stehenden Stadt Mariupol war.
Am 17. Juli 2020 wurde der Ort ein Teil des Rajons Mariupol.
Folgende Orte sind neben dem Hauptort Sartana Teil der Gemeinde:
| Name                     | Name        | Name                       |
| ukrainisch transkribiert | ukrainisch  | russisch                   |
| ------------------------ | ----------- | -------------------------- |
| Talakiwka                | Талаківка   | Талаковка (Talakowka)      |
| Berdjanske               | Бердянське  | Бердянское (Berdjanskoje)  |
| Fedoriwka                | Федорівка   | Фёдоровка (Fjodorowka)     |
| Hnutowe                  | Гнутове     | Гнутово (Gnutowo)          |
| Kalyniwka                | Калинівка   | Калиновка (Kalinowka)      |
| Lebedynske               | Лебединське | Лебединское (Lebedinskoje) |
| Lomakyne                 | Ломакине    | Ломакино (Lomakino)        |
| Orlowske                 | Орловське   | Орловское (Orlowskoje)     |
| Pawlopil                 | Павлопіль   | Павлополь (Pawlopol)       |
| Pyschtschewyk            | Пищевик     | Пищевик (Pischtschewik)    |
| Pikusy                   | Пікузи      | Пикузы (Pikusy)            |
| Sajitschenko             | Заїченко    | Заиченко (Saitschenko)     |
| Schyrokyne               | Широкине    | Широкино (Schirokino)      |
| Sopyne                   | Сопине      | Сопино (Sopino)            |
| Tschermalyk              | Чермалик    | Чермалык                   |
| Tschernenko              | Черненко    | Черненко                   |
| Wodjane                  | Водяне      | Водяное (Wodjanoje)        |